# Sobór Przemienienia Pańskiego w Nowym Jorku
Sobór Przemienienia Pańskiego – prawosławny sobór w Nowym Jorku, w dzielnicy Brooklyn. Świątynia parafialna. Należy do dekanatu Nowy Jork Miasto diecezji Nowego Jorku i New Jersey Kościoła Prawosławnego w Ameryce (OCA).
Obiekt został wzniesiony jako cerkiew parafialna na potrzeby działającej od 1908 wspólnoty, w miejsce działającej od tego samego roku cerkwi św. Włodzimierza, urządzonej w zaadaptowanym kościele metodystycznym. W 1916 rozpoczęły się prace budowlane nad pięciokopułową cerkwią wzorowaną na świątyniach moskiewskiego Kremla, zaprojektowaną przez Louisa Allmendigera. Łączny koszt jej wzniesienia miał wynieść 117 tys. dolarów.
Z powodu niedoborów materiałów i niedoszacowaniu budowy, prace uległy nieprzewidzianemu opóźnieniu. W 1919 parafia sprzedała budynek dotychczasowej cerkwi, zaś nabożeństwa były odprawiane w niedokończonej nowej świątyni. Ostatecznie obiekt udało się ukończyć i wyposażyć dzięki dodatkowym ofiarom prywatnym (koszt wzrósł o 20 tys. dolarów). Nowa świątynia otrzymała wezwanie Przemienienia Pańskiego, z dwoma ołtarzami bocznymi św. Włodzimierza i Opieki Matki Bożej. Do cerkwi przeniesiony ikonostas używany w dawnej świątyni parafialnej, który rozszerzono o dodatkowe wizerunki świętych. Gotową cerkiew poświęcił 3 września 1922 metropolita Platon (Rożdiestwienski). Patriarcha moskiewski Tichon podarował dla nowej świątyni kopię Poczajowskiej Ikony Matki Bożej z osobistą dedykacją.
Dziesięć lat później obiekt uzyskał rangę soboru. W latach 60. XX wieku jego wnętrze zostało wyremontowane.
Od 1969 sobór posiada status zabytku o randze lokalnej, zaś w 1980 został wpisany do rejestru zabytków rangi ogólnokrajowej (National Register of Historic Places). W latach 90. XX wieku miał miejsce całkowity remont obiektu.